# 普法爾茨的愛德華
普法爾茨的愛德華（德語：Eduard von der Pfalz，1625年10月5日—1663年3月10日），普法爾茨選侯腓特烈五世的第五子，母親是英國的伊莉莎白。

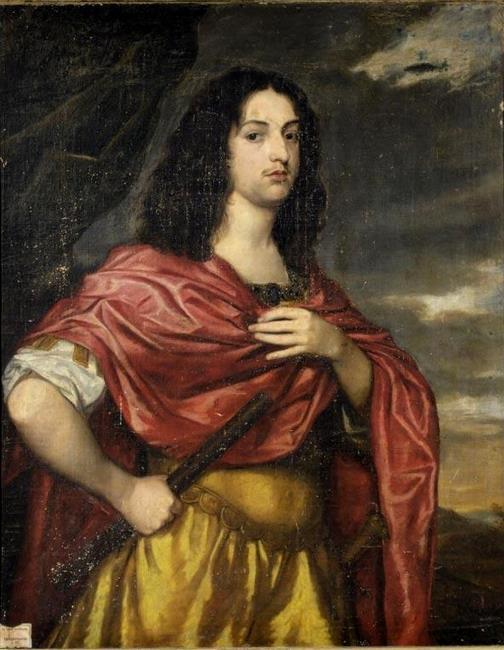
普法爾茨的愛德華

## 家庭
1645年，愛德華與曼切華公爵卡洛一世的女兒安娜·貢扎加結婚，並昄依羅馬天主教。兩人共有三個女兒：
1. 路易絲·瑪麗（英语：Luise Marie of the Palatinate）（1647年—1679年）
2. 安娜·亨麗埃特（英语：Anne Henriette of Bavaria）（1648年—1723年），孔代親王亨利·儒勒的妻子
3. 貝內迪塔·亨麗埃特（英语：Benedicta Henrietta of the Palatinate）（1652年—1730年），卡倫貝格親王約翰·腓特烈的妻子